# Napeogenes nigromarginalis
Napeogenes nigromarginalis är en fjärilsart som beskrevs av Jose Francisco Zikán 1941. Napeogenes nigromarginalis ingår i släktet Napeogenes och familjen praktfjärilar. Inga underarter finns listade i Catalogue of Life.